# Dom Biegańskiego
Dom Biegańskiego – parterowy wolno stojący budynek w stylu późnoklasycystycznym w typie pałacyku położony w Częstochowie przy al. Wolności 16.
Zbudowany w 1880 na planie litery C. Północna (prawa) oficyna przed 1903 przedłużona. Pierwotnie własność Karola Henryka Rosenfelda, później jego zięcia, Władysława Biegańskiego. Po II wojnie światowej siedziba założonego przezeń Towarzystwa Lekarskiego Częstochowskiego.
Niegdyś otoczony ogrodem, którego resztki zachowane od strony północnej i zachodniej. W podwórzu znajduje się zdrój.
Obecnie na frontowej ścianie domu widnieje tablica upamiętniająca Władysława Biegańskiego. Część pomieszczeń zajmuje klub bilardowy.